# La Nivelle Ladies Open
Het La Nivelle Ladies Open was een golftoernooi in Frankrijk, op de Golf de la Nivelle in Ciboure, dat deel uitmaakte van de Ladies European Tour Access Series. Het werd opgericht in 2010 en zou jaarlijks georganiseerd worden, maar is in 2011 weer opgeheven.
Het toernooi werd gespeeld in een strokeplay-formule van drie ronden (54-holes) en na de tweede ronde werd de cut toegepast. In 2010 kreeg de winnares een toernooikaart voor het Ladies Open of Portugal.

## Winnaressen
| Jaar | Winnares         | Score | Score | Info  |
| ---- | ---------------- | ----- | ----- | ----- |
| 2010 | Caroline Afonso  | 208   | –2    | [ 2 ] |
| 2011 | Anne-Lise Caudal | 204   | –6    | [ 3 ] |